# كليرمونت (فيرجينيا)
كليرمونت (بالإنجليزية: Claremont, Virginia)‏ هي بلدة أمريكية تقع في الولايات المتحدة في مقاطعة سوري (فيرجينيا). يقدر عدد سكانها بـ 343 نسمة ومساحتها 6.6 كم2 وترتفع عن سطح البحر 38 متر.

## التركيبة السكانية
حدّد مكتب تعداد الولايات المتحدة بيانات التركيبة السكانية لكليرمونت في تعداد الولايات المتحدة. في ما يلي، التركيبة السكانية حسب تعدادي 2000 و2010.

### تعداد عام 2000
بلغ عدد سكان كليرمونت 343 نسمة بحسب تعداد عام 2000، وبلغ عدد الأسر 147 أسرة وعدد العائلات 100 عائلة مقيمة في البلدة. في حين سجلت الكثافة السكانية 52.1 نسمة لكل كيلومتر مربع (134.9/ميل2). وبلغ عدد الوحدات السكنية 240 وحدة بمتوسط كثافة قدره 36.5 لكل كيلومتر مربع (94.5/ميل2).
وتوزع التركيب العرقي للبلدة بنسبة 73.18% من البيض و22.74% من الأمريكيين الأفارقة و2.04% من الأمريكيين الأصليين و2.04% من عرقين مختلطين أو أكثر.
بلغ عدد الأسر 147 أسرة كانت نسبة 27.2% منها لديها أطفال تحت سن الثامنة عشر تعيش معهم، وبلغت نسبة الأزواج القاطنين مع بعضهم البعض 53.7% من أصل المجموع الكلي للأسر، ونسبة 9.5% من الأسر كان لديها معيلات من الإناث دون وجود شريك،  بينما كانت نسبة 4.8% من الأسر لديها معيلون من الذكور دون وجود شريكة وكانت نسبة 32% من غير العائلات. تألفت نسبة 27.9% من أصل جميع الأسر من عدة أفراد يعيشون في نفس المنزل ونسبة 11.6% كانت تتألف من شخص يعيش بمفرده يبلغ من العمر 65 عاماً أو أكثر. وبلغ متوسط حجم الأسرة المعيشية 2.33، أما متوسط حجم العائلات فبلغ 2.83.
بلغ العمر الوسطي للسكان 44.3 عاماً. وكانت نسبة 19.8% من القاطنين تحت سن الثامنة عشر، وكانت نسبة 5.8% بين الثامنة عشر والرابعة والعشرين عاماً، ونسبة 25.7% كانت واقعةً في الفئة العمرية ما بين الخامسة والعشرين والرابعة والأربعين عاماً، ونسبة 31.5% كانت ما بين الخامسة والأربعين والرابعة والستين، ونسبة 17.2% كانت ضمن فئة الخامسة والستين عاماً فما فوق. يوجد لكل 100 أنثى 92.7 ذكر، ويوجد لكل 100 أنثى في الثامنة عشر من عمرها فما فوق 92.3 ذكر.
بلغ متوسط دخل الأسرة في البلدة 34,643 دولارًا، أما متوسط دخل العائلة فبلغ 46,667 دولارًا. وكان متوسط دخل الذكور 42,250 دولارًا مقابل 30,000 دولارًا للإناث. وسجل دخل الفرد الخاص بالبلدة 22,741 دولارًا. وكانت نسبة 6.2% من العائلات ونسبة 7.5% من السكان تحت خط الفقر، وكان من هؤلاء نسبة 0% تحت سن الثامنة عشر ونسبة 10.2% في الخامسة والستين من العمر وما فوق.

### تعداد عام 2010
بلغ عدد سكان كليرمونت 378 نسمة بحسب تعداد عام 2010، وبلغ عدد الأسر 161 أسرة وعدد العائلات 110 عائلة مقيمة في البلدة. في حين سجلت الكثافة السكانية 57.4 نسمة لكل كيلومتر مربع (148.7/ميل2). وبلغ عدد الوحدات السكنية 217 وحدة بمتوسط كثافة قدره 33 لكل كيلومتر مربع (85.5/ميل2).
وتوزع التركيب العرقي للبلدة بنسبة 74.60% من البيض و22.22% من الأمريكيين الأفارقة و0.53% من الأمريكيين الأصليين و0.53% من الأمريكيين ذوي الأصول الآسيوية و0.26% من سكان جزر المحيط الهادئ و0.53% من الأعراق الأخرى و1.32% من عرقين مختلطين أو أكثر و1.06% من الهسبانيون أو اللاتينيون من أي عرق.
بلغ عدد الأسر 161 أسرة كانت نسبة 26.7% منها لديها أطفال تحت سن الثامنة عشر تعيش معهم، وبلغت نسبة الأزواج القاطنين مع بعضهم البعض 51.6% من أصل المجموع الكلي للأسر، ونسبة 13% من الأسر كان لديها معيلات من الإناث دون وجود شريك،  بينما كانت نسبة 3.7% من الأسر لديها معيلون من الذكور دون وجود شريكة وكانت نسبة 31.7% من غير العائلات. تألفت نسبة 26.7% من أصل جميع الأسر من عدة أفراد يعيشون في نفس المنزل ونسبة 9.9% كانت تتألف من شخص يعيش بمفرده يبلغ من العمر 65 عاماً أو أكثر. وبلغ متوسط حجم الأسرة المعيشية 2.35، أما متوسط حجم العائلات فبلغ 2.85.
بلغ العمر الوسطي للسكان 49.4 عاماً. وكانت نسبة 18.3% من القاطنين تحت سن الثامنة عشر، وكانت نسبة 3.4% بين الثامنة عشر والرابعة والعشرين عاماً، ونسبة 20.4% كانت واقعةً في الفئة العمرية ما بين الخامسة والعشرين والرابعة والأربعين عاماً، ونسبة 39.4% كانت ما بين الخامسة والأربعين والرابعة والستين، ونسبة 18.5% كانت ضمن فئة الخامسة والستين عاماً فما فوق. وتوزع التركيب الجنسي للسكان بنسبة 49.5% ذكور و50.5% إناث.